# Oscar za nejlepší mužský herecký výkon ve vedlejší roli
Oscarová kategorie Nejlepší herec ve vedlejší roli je jedna ze čtyř hereckých kategorií, které jsou každoročně (od roku 1936) udělovány za nejlepší filmové herecké výkony americkou Akademií filmového umění a věd (Academy of Motion Picture Arts and Sciences; AMPAS).

## Historie
Až do roku 1936 udělovala americká Akademie filmového umění a věd pouze dvě herecké ceny: pro nejlepšího herce a herečku. Při 9. slavnostním udílení výročních cen akademie za nejlepší filmové počiny roku 1936 byly herecké kategorie rozděleny na nejlepší herecké výkony v hlavní roli a ve vedlejší roli. První vítězové v těchto nových kategoriích si odnesli cenu ve formě plakety jako výraz ocenění jejich vynikající práce. Od roku 1944 je při udílení cen za nejlepších filmové počiny roku udělován Oscar ve formě zlaté sošky i hercům ve vedlejších rolích. Během dlouholeté oscarové historie udělila akademie v této kategorii celkem 72 cen, a to 65 různým hercům. Prvním mužským vítězem se stal Walter Brennan, který byl oceněn za svůj výkon ve filmu Děvče z baru (Come and Get It; 1936).

## Rekordy a kuriozity

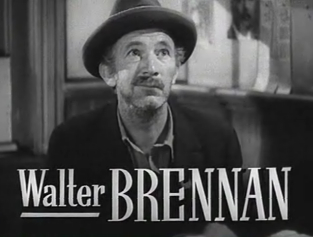
Trojnásobný držitel Walter Brennan

- Jediným hercem, který v této kategorii dokázal zvítězit třikrát, se stal Walter Brennan (v letech 1936, 1938 a 1940). Všechny tři své Oscary tedy získal ve formě plakety. Po dvou zlatých soškách si za nejlepší mužský herecký výkon ve vedlejší roli odneslo celkem sedm herců: Anthony Quinn (1952, 1956), Melvyn Douglas (1963, 1979), Michael Caine (1986, 1999), Peter Ustinov (1960, 1964), Jason Robards, který zvítězil dokonce dvakrát za sebou (1976, 1977), Christoph Waltz (2009, 2012) a Mahershala Ali (2016, 2018), přičemž u posledních dvou jmenovaných se jednalo o dvě ocenění ze dvou nominací.
- Walter Brennan, Jack Nicholson, Claude Rains a Arthur Kennedy jsou držiteli čtyř nominací v této kategorii, přičemž Walter Brennan proměnil tři nominace ve vítězství, Jack Nicholson dvě a Claude Rains a Arthur Kennedy vyšli oba naprázdno. V těsném závěsu za nimi jsou s počtem tří získaných nominací Charles Bickford, Jeff Bridges, Robert Duvall, Ed Harris a Al Pacino. Ani jeden z nich však žádnou ze svých nominací neproměnil ve vítězství.
- Držitelem kuriózního rekordu se v roce 1944 stal Barry Fitzgerald, který byl za ztvárnění jedné a té samé role ve filmu Farář u svatého Dominika (Going My Way; 1944) nominován jak v kategorii Nejlepší herec v hlavní roli, tak v kategorii Nejlepší herec ve vedlejší roli. Zlatou sošku si nakonec odnesl v kategorii Nejlepší herec ve vedlejší roli. Vzápětí přistoupila akademie k úpravě pravidel tak, aby herec mohl být nominován za stejnou roli v jednom filmu pouze v jedné z těchto kategorií.
- Nejstarším držitelem zlaté sošky za nejlepší vedlejší roli se stal Christopher Plummer (bylo mu 82 let), nejstarším nominovaným v této kategorii se stal Hal Holbrook, který byl v době udílení ještě o rok starší.
- Nejmladším oscarovým laureátem se stal Timothy Hutton, kterému bylo při přebírání zlaté sošky 20 let. Nejmladším nominovaným se ve svých osmi letech stal Justin Henry, který byl nominován za výkon ve filmu Kramerová versus Kramer (Kramer vs. Kramer; 1979). Do dnešních dnů je vůbec nejmladším hercem, který kdy byl na Oscara nominován.[pozn. 2]
- Jediným hercem oceněným v této kategorii in memoriam se stal Heath Ledger za roli Jokera ve filmu Temný rytíř. Stal se také v historii druhým hercem oceněným posmrtně.

## Vítězové

### Třicátá léta
| Rok  | Herec              | Za ztvárnění role      | Ve filmu                                           |
| ---- | ------------------ | ---------------------- | -------------------------------------------------- |
| 1936 | Walter Brennan     | Swan Bostrom           | Děvče z baru (Come and Get It)                     |
| 1937 | Joseph Schildkraut | kapitán Alfred Dreyfus | Případ kapitána Dreyfusse (The Life of Emile Zola) |
| 1938 | Walter Brennan     | Peter Goodwin          | Kentucky (Kentucky)                                |
| 1939 | Thomas Mitchell    | doktor Boone           | Přepadení (Stagecoach)                             |
| 1940 | Walter Brennan     | soudce Roy Bean        | Člověk ze Západu (The Westerner)                   |

### Čtyřicátá léta
| Rok  | Herec            | Za ztvárnění role | Ve filmu                                                  |
| ---- | ---------------- | ----------------- | --------------------------------------------------------- |
| 1941 | Donald Crisp     | Mr. Morgan        | Bylo jednou zelené údolí (How Green Was My Valley)        |
| 1942 | Van Heflin       | Jeff Hartnett     | Johnny Eager (Johnny Eager!)                              |
| 1943 | Charles Coburn   | Benjamin Dingle   | Veselá tlačenice (The More the Merrier)                   |
| 1944 | Barry Fitzgerald | Fitzgibbon        | Farář u svatého Dominika (Going My Way)                   |
| 1945 | James Dunn       | Johnny Nolan      | V Brooklynu roste strom (A Tree Grows In Brooklyn)        |
| 1946 | Harold Russell   | Homer Parrish     | Nejlepší léta našeho života (The Best Years of Our Lives) |
| 1947 | Edmund Gwenn     | Kris Kringle      | Zázrak v New Yorku (Miracle on 34th Street)               |
| 1948 | Walter Huston    | Howard            | Poklad na Sierra Madre (The Treasure of the Sierra Madre) |
| 1949 | Dean Jagger      | Stovall           | Přímo nad hlavou (Twelve O'Clock High)                    |
| 1950 | George Sanders   | Addison De Witt   | Vše o Evě (All About Eve                                  |

### Padesátá léta
| Rok  | Herec          | Za ztvárnění role       | Ve filmu                                            |
| ---- | -------------- | ----------------------- | --------------------------------------------------- |
| 1951 | Karl Malden    | Harold 'Mitch' Mitchell | Tramvaj do stanice touha (A Streetcar Named Desire) |
| 1952 | Anthony Quinn  | Eufemio Zapata          | Viva Zapata! (Viva Zapata!)                         |
| 1953 | Frank Sinatra  | Angelo Maggio           | Odtud až na věčnost (From Here to Eternity)         |
| 1954 | Edmond O'Brien | Oscar Muldoon           | Bosonohá komtesa (The Barefoot Contessa)            |
| 1955 | Jack Lemmon    | Frank Thurlowe Pulver   | Pan Roberts (Mister Roberts)                        |
| 1956 | Anthony Quinn  | Paul Gauguin            | Žízeň po životě (Lust for Life)                     |
| 1957 | Red Buttons    | Airman Joe Kelly        | Sayonara (Sayonara)                                 |
| 1958 | Burl Ives      | Rufus Hannassey         | Velká země (The Big Country)                        |
| 1959 | Hugh Griffith  | Ilderim                 | Ben Hur (Ben-Hur)                                   |
| 1960 | Peter Ustinov  | Lentulus Batiatus       | Spartakus (Spartacus)                               |

### Šedesátá léta
| Rok  | Herec           | Za ztvárnění role    | Ve filmu                                               |
| ---- | --------------- | -------------------- | ------------------------------------------------------ |
| 1961 | George Chakiris | Bernardo             | West Side Story (West Side Story)                      |
| 1962 | Ed Begley       | Tom 'Boss' Finley    | Sladké ptáče mládí (Sweet Bird of Youth)               |
| 1963 | Melvyn Douglas  | Homer Bannon         | Hud (Hud)                                              |
| 1964 | Peter Ustinov   | Arthur Simon Simpson | Topkapi (Topkapi)                                      |
| 1965 | Martin Balsam   | Arnold Burns         | Tisíc klaunů (A Thousand Clowns)                       |
| 1966 | Walter Matthau  | Willie Gingrich      | Štístko (The Fortune Cookie)                           |
| 1967 | George Kennedy  | Dragline             | Frajer Luke (Cool Hand Luke)                           |
| 1968 | Jack Albertson  | John Cleary          | Důvodem byly růže (The Subject Was Roses)              |
| 1969 | Gig Young       | Rocky                | Koně se také střílejí (They Shoot Horses, Don't They?) |
| 1970 | John Mills      | Michael              | Ryanova dcera (Ryan's Daughter)                        |

### Sedmdesátá léta
| Rok  | Herec              | Za ztvárnění role            | Ve filmu                                             |
| ---- | ------------------ | ---------------------------- | ---------------------------------------------------- |
| 1971 | Ben Johnson        | Sam the Lion                 | Poslední filmové představení (The Last Picture Show) |
| 1972 | Joel Grey          | principál                    | Kabaret (Cabaret)                                    |
| 1973 | John Houseman      | Charles W. Kingsfield Jr.    | Honba za papíry (The Paper Chase)                    |
| 1974 | Robert De Niro     | Vito Corleone                | Kmotr II (The Godfather Part II)                     |
| 1975 | George Burns       | Al Lewis                     | Vstupte (The Sunshine Boys)                          |
| 1976 | Jason Robards      | Ben Bradlee                  | Všichni prezidentovi muži (All the President's Men)  |
| 1977 | Jason Robards      | Dashiell Hammett             | Julie (Julia)                                        |
| 1978 | Christopher Walken | Nikonar 'Nick' Chevotarevich | Lovec jelenů (The Deer Hunter)                       |
| 1979 | Melvyn Douglas     | Benjamin Turnbull Rand       | Byl jsem při tom (Being There)                       |
| 1980 | Timothy Hutton     | Conrad Jarrett               | Obyčejní lidé (Ordinary People)                      |

### Osmdesátá léta
| Rok  | Herec             | Za ztvárnění role  | Ve filmu                                           |
| ---- | ----------------- | ------------------ | -------------------------------------------------- |
| 1981 | John Gielgud      | Hobson             | Arthur (Arthur)                                    |
| 1982 | Louis Gossett Jr. | seržant Emil Foley | Důstojník a gentleman (An Officer and A Gentleman) |
| 1983 | Jack Nicholson    | Garrett Breedlove  | Cena za něžnost (Terms of Endearment)              |
| 1984 | Haing S. Ngor     | Dith Pran          | Vražedná pole (The Killing Fields)                 |
| 1985 | Don Ameche        | Arthur Selwyn      | Zámotek (Cocoon)                                   |
| 1986 | Michael Caine     | Elliot             | Hana a její sestry (Hannah and Her Sisters)        |
| 1987 | Sean Connery      | Jim Malone         | Neúplatní (The Untouchables)                       |
| 1988 | Kevin Kline       | Otto West          | Ryba jménem Wanda (A Fish Called Wanda)            |
| 1989 | Denzel Washington | Trip               | Glory (Glory)                                      |
| 1990 | Joe Pesci         | Tommy DeVito       | Mafiáni (Goodfellas)                               |

### Devadesátá léta
| Rok  | Herec               | Za ztvárnění role          | Ve filmu                                  |
| ---- | ------------------- | -------------------------- | ----------------------------------------- |
| 1991 | Jack Palance        | Curly Washburn             | Dobrodruzi z velkoměsta (City Slickers)   |
| 1992 | Gene Hackman        | Little Bill Daggett        | Nesmiřitelní (Unforgiven)                 |
| 1993 | Tommy Lee Jones     | Samuel Gerard              | Uprchlík (The Fugitive)                   |
| 1994 | Martin Landau       | Béla Lugosi                | Ed Wood (Ed Wood)                         |
| 1995 | Kevin Spacey        | Roger 'Verbal' Kint        | Obvyklí podezřelí (The Usual Suspects)    |
| 1996 | Cuba Gooding mladší | Rod Tidwell                | Jerry Maguire (Jerry Maguire)             |
| 1997 | Robin Williams      | Sean Maguire               | Dobrý Will Hunting (Good Will Hunting)    |
| 1998 | James Coburn        | Glen Whitehouse            | Muž v nesnázích (Affliction)              |
| 1999 | Michael Caine       | Dr. Wilbur Larch           | Pravidla moštárny (The Cider House Rules) |
| 2000 | Benicio del Toro    | Javier Rodriguez Rodriguez | Traffic – nadvláda gangů (Traffic)        |

### První desetiletí 21. století
| Rok  | Herec           | Za ztvárnění role         | Ve filmu                                           |
| ---- | --------------- | ------------------------- | -------------------------------------------------- |
| 2001 | Jim Broadbent   | John Bayley               | Iris (Iris)                                        |
| 2002 | Chris Cooper    | John Laroche              | Adaptace (Adaptation)                              |
| 2003 | Tim Robbins     | Dave Boyle                | Tajemná řeka (Mystic River)                        |
| 2004 | Morgan Freeman  | Eddie "Scrap-Iron" Dupris | Million Dollar Baby (Million Dollar Baby)          |
| 2005 | George Clooney  | Bob Barnes                | Syriana (Syriana)                                  |
| 2006 | Alan Arkin      | Edwin Hoover              | Malá Miss Sunshine (Little Miss Sunshine)          |
| 2007 | Javier Bardem   | Anton Chigurh             | Tahle země není pro starý (No Country for Old Men) |
| 2008 | Heath Ledger    | Joker                     | Temný rytíř (The Dark Knight – uděleno posmrtně)   |
| 2009 | Christoph Waltz | Hans Landa                | Hanebný pancharti (Inglourious Basterds)           |
| 2010 | Christian Bale  | Dicky Eklund              | Fighter (The Fighter)                              |

### Druhé desetiletí 21. století
| Rok  | Herec               | Za ztvárnění role     | Ve filmu                                                                      |
| ---- | ------------------- | --------------------- | ----------------------------------------------------------------------------- |
| 2011 | Christopher Plummer | Hal Fields            | Začátky (Beginners)                                                           |
| 2012 | Christoph Waltz     | Dr. King Schultz      | Nespoutaný Django (Django Unchained)                                          |
| 2013 | Jared Leto          | Rayon                 | Klub poslední naděje (Dallas Buyers Club)                                     |
| 2014 | J. K. Simmons       | Terrence Fletcher     | Whiplash (Whiplash)                                                           |
| 2015 | Mark Rylance        | Rudolf Abel           | Most špionů (Bridge of Spies)                                                 |
| 2016 | Mahershala Ali      | Juan                  | Moonlight (Moonlight)                                                         |
| 2017 | Sam Rockwell        | policista Jason Dixon | Tři billboardy kousek za Ebbingem (Three Billboards Outside Ebbing, Missouri) |
| 2018 | Mahershala Ali      | Don Shirley           | Zelená kniha (Green Book)                                                     |
| 2019 | Brad Pitt           | Cliff Booth           | Tenkrát v Hollywoodu (Once Upon a Time in Hollywood)                          |
| 2020 | Daniel Kaluuya      | Fred Hampton          | Judas and the Black Messiah (Judas and the Black Messiah)                     |

### Třetí desetiletí 21. století
| Rok  | Herec             | Za ztvárnění role | Ve filmu                                                     |
| ---- | ----------------- | ----------------- | ------------------------------------------------------------ |
| 2021 | Troy Kotsur       | Frank Rossi       | V rytmu srdce (CODA)                                         |
| 2022 | Ke Huy Quan       | Waymond Wang      | Všechno, všude, najednou (Everything Everywhere All at Once) |
| 2023 | Robert Downey Jr. | Lewis Strauss     | Oppenheimer (Oppenheimer)                                    |
| 2024 | Kieran Culkin     | Benji Kaplan      | Opravdová bolest (A Real Pain)                               |